# Mémorial anglais de la bataille de Waterloo
 (décembre 2020).
La mise en forme du texte ne suit pas les recommandations de Wikipédia : il faut le « wikifier ».
Les points d'amélioration suivants sont les cas les plus fréquents. Le détail des points à revoir est peut-être précisé sur la page de discussion.
- Les titres sont pré-formatés par le logiciel. Ils ne sont ni en capitales, ni en gras.
- Le texte ne doit pas être écrit en capitales (les noms de famille non plus), ni en gras, ni en italique, ni en « petit »…
- Le gras n'est utilisé que pour surligner le titre de l'article dans l'introduction, une seule fois.
- L'italique est rarement utilisé : mots en langue étrangère, titres d'œuvres, noms de bateaux, etc.
- Les citations ne sont pas en italique mais en corps de texte normal. Elles sont entourées par des guillemets français : « et ».
- Les listes à puces sont à éviter, des paragraphes rédigés étant largement préférés. Les tableaux sont à réserver à la présentation de données structurées (résultats, etc.).
- Les appels de note de bas de page (petits chiffres en exposant, introduits par l'outil «  Source ») sont à placer entre la fin de phrase et le point final[comme ça].
- Les liens internes (vers d'autres articles de Wikipédia) sont à choisir avec parcimonie. Créez des liens vers des articles approfondissant le sujet. Les termes génériques sans rapport avec le sujet sont à éviter, ainsi que les répétitions de liens vers un même terme.
- Les liens externes sont à placer uniquement dans une section « Liens externes », à la fin de l'article. Ces liens sont à choisir avec parcimonie suivant les règles définies. Si un lien sert de source à l'article, son insertion dans le texte est à faire par les notes de bas de page.
- La présentation des références doit suivre les conventions bibliographiques. Il est recommandé d'utiliser les modèles {{Ouvrage}}, {{Chapitre}}, {{Article}}, {{Lien web}} et/ou {{Bibliographie}}. Le mode d'édition visuel peut mettre en forme automatiquement les références.
- Insérer une infobox (cadre d'informations à droite) n'est pas obligatoire pour parachever la mise en page.

Pour une aide détaillée, merci de consulter Aide:Wikification.
Si vous pensez que ces points ont été résolus, vous pouvez retirer ce bandeau et améliorer la mise en forme d'un autre article.
Le mémorial anglais de la bataille de Waterloo (appelé en anglais « The British Waterloo Memorial ») est un monument situé dans le cimetière de Bruxelles, dans la commune d’Evere, et sculpté par Jacques de Lalaing. Il a été inauguré le 26 août 1890 par le Duc de Cambridge, qui était le fils de la reine Victoria et le commandant en chef de l’armée britannique, dans le but « d’offrir une sépulture digne d’eux aux restes des officiers, sous-officiers et soldats tombés à Waterloo et recueillis soit dans les anciens cimetières de la ville ou bien dans les champs aux environs de Waterloo et de Quatre-Bras et qui ne pouvaient plus y reposer".

## Description
Le mémorial a été réalisé par galvanoplastie par l’entreprise « Alker de Haren » en 1888. Il se compose de bronze coulé qui repose sur un socle de blocs de pierre prenant la forme d’un cercueil. Sur le monument, l’allégorie de Britannia y est représentée, agenouillée et la tête penchée avec un casque et un trident abaissé. Elle est entourée d'armes, d'uniformes et d'équipements britanniques. Au pied du monument se trouvent trois lions qui sont couchés au pied de la figure de Britannia. Un des trois lions dort.
À l’entrée du socle, des boucliers circulaires sont fixés sur les côtés. Ils portent les noms des régiments qui ont combattu pendant la campagne.
Sur le bouclier supérieur de gauche se trouvent indiqués les régiments suivants: “ 1st Dragoon Guards, Scots Greys, 95th Rifles, Welsh Fusiliers, Royal Artillery, 1st Bn 3rd Foot Guards, Royal Horse Guards Blues, 40th- 33rd - 32nd - 30th - 28th - 27th - 14th - 4th Foot Regiments ”.
Sur le bouclier inférieur gauche, il y a indiqué : “1st Royal Dragoons, 1st Royal Scots, Coldstream Guards”.
Sur le bouclier de droite il y a l'indication des régiments suivants: “1st Royal Dragoons, 1st Royal Scots, Coldstream Guards, 7th - 10th - 15th - 18th Hussars, 1st Bn 2nd Life Guards, 6th Inniskilling Dragoons, Highlanders, 42nd - 79th - 92nd -51st - 52nd Light Infantry, 71st Highland Reg., 10th - 12th - 13th - 23rd Light Dragoons.
Sur le monument se trouve l’inscription "MORTUORUM PATRIA MEMOR", signifiant “le pays soucieux de ses morts”.
A l’intérieur du monument se trouve un couloir central avec de chaque côté huit panneaux de pierre inscrivant des noms de soldats anglais. Celui-ci abrite une crypte qui loge seize cellules. Cependant, seulement quinze d’entre-elles contiennent « les restes des officiers britanniques » tués pendant la Bataille de Waterloo le 18 juin 1815. Les personnes qui y reposent sont : « le lieutenant-colonel Willam Henry Milnes, le 1er lieutenant Michaël T. Cromie, le capitaine John Lucie Blackman, le capitaine Edward Grose, l’enseigne James Lord Hay, le capitaine Thomas Brown, le lieutenant Samuel Shute Barrington, le sergent major Edward Cotton, le lieutenant-colonel Edward Stables, le colonel sir Alexander Gordon, le colonel sir William Howe De Lancey, le 1er lieutenant Charles Spearman, le major Arch. John Maclean, le capitaine William Stothert, le capitaine William John Lloyd ainsi que le 1er lieutenant John Clyde".
A l’extérieur, une douzaine de pierres tombales ont été posées le long des allées pour honorer la mémoire des combattants britanniques défunts à diverses époques. En face du monument, la pierre tombale originelle du Colonel de Lancey y est posée. Elle provient du cimetière du Quartier-Léopold.

## Localisation
Le monument anglais se localise dans le cimetière de Bruxelles, dans la commune d’Evere. Le cimetière en lui-même se situe à l’extrémité de la rue du cimetière de Bruxelles en venant de la chaussée de Louvain.
Il y a deux possibilités de chemins pour arriver au monument, au départ de la grande grille d'entrée. Il faut soit passer dans l'avenue centrale pour arriver au terrain-plein et à la tombe d’Adolphe Max, puis pivoter à droite pour aller au bout de l'avenue. Soit, en marchant quelques centaines de mètres sur le chemin de droit qui se trouve le long du mur du cimetière.

## Histoire
Deux endroits commémorent la mémoire des soldats anglais morts à la bataille de Waterloo. Il y a vingt-trois plaques funéraires sur les murs de la chapelle royale de Waterloo, qui est un bâtiment circulaire datant du XVIIe siècle. Et il y a le Mémorial de Waterloo qui a ensuite été déménagé dans le cimetière d’Evere et qui est actuellement le Mémorial aux officiers anglais morts à la bataille de Waterloo.
L’idée d’exhumer les morts de Waterloo provient du gouvernement britannique. En 1815, Bruxelles comptait une dizaine de cimetières mais seuls deux cimetières acceptaient les inhumations de protestants. Ces deux cimetières créés en 1794 étaient la propriété des principales paroisses bruxelloises. Leur abandon, décidé en 1872, fut effectif en août 1877 mais il restait à organiser le transfert des tombes d’officiers anglais décédés en 1815, « les concessions de leurs tombes ayant été accordées plus ou moins officieusement par l’intermédiaire de l’Église protestante de Bruxelles. ». « Le transfert de ces tombes fut le prétexte, pour les Anglais, à leur projet de construction d’un monument de prestige ».
En 1888, les autorités anglaises décident de construire un « monument à la mémoire de ceux qui sacrifiaient leur vie en juin 1815 ». La ville de Bruxelles accorde « un terrain gratuit et une concession perpétuelle » dans le cimetière de Bruxelles, à Evere de 30 m²,.
Cette crypte renferme en tout dix-sept cellules. Huit corps provenant du cimetière du Quartier-Léopold qui avaient été provisoirement transférés au cimetière de Bruxelles le 8 février 1889 avant d'être définitivement dans la crypte le 29 juillet 1890. La veille, deux corps provenant du cimetière de Saint-Gilles y avaient été ré-inhumés et six corps le seront encore le 30 juillet dont quatre en provenance des Quatre-Bras et les deux inhumations du Gaumont. Les six derniers transferts relèvent d'une précipitation de la part de sir Morgan, un banquier chargé par la légation britannique de l'organisation de toutes ces exhumations et ré-inhumations et des relations avec les services de la ville de Bruxelles. Un mois avant l'inauguration du monument, il écrit le 28 juillet au bourgmestre Charles Buls pour lui demander l'autorisation pour ces derniers transferts.
Le bourgmestre répond le lendemain par lettre et délivre l'autorisation des transferts, qui auront lieu le 30 juillet 1890, mais à une condition. La pierre tombale du capitaine Blackman doit rester là où il se trouve parce que le bourgmestre veut que les souvenirs restent à Hougoumont et qu’ils soient respectés pour faire hommage à la mémoire des soldats morts en défendant leur patrie. La pierre tombale de Blackman se trouve donc toujours au Goumont mais son corps réside au cimetière de Bruxelles à Evere.